# Baltimora
Baltimora foi um projeto musical italiano ativo na década de 1980.
É considerada no Reino Unido e nos Estados Unidos uma banda de apenas um hit por conta de seu sucesso com a canção "Tarzan Boy" comparada com outros de seus singles. No Brasil, o grupo musical ficou conhecido por ter a canção "Tarzan Boy" como tema de abertura do extinto programa Perdidos na Noite apresentado por Fausto Silva na TV Bandeirantes entre 1987 e 1988. Em outros países europeus, incluindo seu país de origem Itália, a banda teve mais sucesso.

## Estilo
O estilo musical de Baltimora é descrito principalmente como Italo disco e às vezes como new wave, incluindo seu primeiro álbum, Living in the Background.

## Discografia

### Álbuns de estúdio
| Living in the Background                                                                    | - Lançamento: 1985 - Gravadora: EMI - Formatos: LP, CD, K7 | 49 | 49 | 18 | - Music Canada: Ouro |
| Survivor in Love                                                                            | - Lançamento: 1987 - Gravadora: EMI - Formatos: LP, CD     | —  | —  | —  |                      |
| "—" denota uma gravação que não entrou na parada ou que não foi lançada naquele território. |                                                            |    |    |    |                      |

### Compilações
| Ano  | Detalhes do álbum                                                                     |
| ---- | ------------------------------------------------------------------------------------- |
| 2010 | Tarzan Boy: The World of Baltimora - Lançado: 26 de Novembro de 2010 - Gravadora: EMI |

### Singles
| 1985                                               | "Tarzan Boy"                              | 3  | 5  | 13 | 5  | 3 | 2 | Living in the Background                    |
| 1985                                               | "Living in the Background"                | —  | —  | —  | —  | — | — | Living in the Background                    |
| 1985                                               | "Woody Boogie"                            | 20 | —  | —  | 13 | — | 4 | Living in the Background                    |
| 1986                                               | "Living in the Background" (relançamento) | —  | 96 | 87 | —  | — | — | Living in the Background                    |
| 1986                                               | "Juke Box Boy"                            | —  | —  | —  | 9  | — | — | Living in the Background                    |
| 1987                                               | "Key Key Karimba"                         | —  | —  | —  | 40 | — | — | Survivor in Love                            |
| 1987                                               | "Global Love" (com Linda Wesley)          | —  | —  | —  | —  | — | — | Survivor in Love                            |
| 1987                                               | "Call Me in the Heart of the Night"       | —  | —  | —  | —  | — | — | Survivor in Love                            |
| 1993                                               | "Tarzan Boy" (remix)                      | —  | —  | 51 | —  | — | — | Teenage Mutant Ninja Turtles III Soundtrack |
| "—" denota um lançamento que não entrou na parada. |                                           |    |    |    |    |   |   |                                             |